# 정리원
정리원(중국어 정체자: 鄭麗文, 병음: Zhèng Lìwén, 1969년 11월 12일 ~ )은 타이완의 정치인, 제10대 입법위원이다.